# Janus Lascaris
Pour les articles homonymes, voir Lascaris (homonymie).
Janus Lascaris (en grec : Ἰάνος Λάσκαρις) (né vers 1445, mort à Rome en 1535), aussi appelé Jean Rhyndacenus (de Rhyndacus, une ville d'Asie Mineure) est un érudit grec de la Renaissance.

## Biographie
Après la chute de Constantinople en 1453 et celle de l'Empire byzantin, il part pour le Péloponnèse et la Crète. Il s'exile encore assez jeune à Venise, où Jean Bessarion devient son mentor et l'envoie apprendre le latin à Padoue. À la mort de Bessarion, Laurent de Médicis l'accueille à Florence, où Lascaris lui fait étudier les textes grecs de Thucydide, Démosthène et Sophocle. Laurent l'envoie à deux reprises en Grèce à la recherche de manuscrits. Lors de son deuxième voyage, en 1492, il se rend au Mont Athos, d'où il ramène près de 200 documents. Laurent étant mort durant son absence, Lascaris entre alors au service du royaume de France ; il est son ambassadeur à Venise de 1503 à 1508. Là, il devient membre de l'académie grecque d'Alde l'Ancien. L'imprimeur et les Presses aldines profitent alors de ses conseils. Lascaris réside ensuite à Rome où règne à cette époque le pape Léon X, le premier issu de la famille Médicis, sur l'instruction duquel il fonde en 1514 le Collège grec du Quirinal (el), qui disparaît avec la mort du pape en 1522. Il retourne ensuite à Rome en 1523, puis en 1534.
Entre-temps, il aide Louis XII dans sa création de la bibliothèque de Blois et quand François Ier la déménage à Fontainebleau, Lascaris et Guillaume Budé sont chargés de son organisation. 
Outre ces diverses activités, on doit à Lascaris plusieurs éditions originales de textes de l'Anthologie grecque en 1494, de quatre pièces d'Euripide, de textes de Callimaque, d'Apollonios de Rhodes et de Lucien de Samosate. Ces textes sont imprimés à Florence en grec.
Parmi ses élèves : Marco Musuro et Germain de Brie.